# Zum Himmel will des Maurers Bau sich heben
Zum Himmel will des Maurers Bau sich heben titelt ein im 19. Jahrhundert gedichtetes Freimaurer-Lied. Sein Schöpfer war Carl Levin Klop, Mitglied und von 1833 bis 1834 substituierter Redner und von 1834 bis 1840 deputierter Logenmeister der St. Johannis-Loge zur Ceder in Hannover. Das auch „Cederlied“ genannte Stück wurde zunächst bei den Brüdern der Ceder zu jeder Tafelloge gesungen.
Das vor dem Jahr 1835 entstandene Lied Klops fand Eingang in das 1835 erschienene Liederbuch des Logenbundes im Königreiche Hannover und findet auch im 21. Jahrhundert noch Beachtung, beispielsweise bei der Freimaurerloge „Zur Wahrheit“ im Orient von Nürnberg. Es wird nach der Melodie des Liedes Wo Mut und Kraft in deutscher Seele flammen gesungen und besteht aus 5 Strophen mit jeweils unterschiedlichen Refrains für einen Chor:

„Zum Himmel will des Maurers Bau sich heben!

Ob Stürme brausen, ob der Donner kracht,

doch steht er fest und steigt mit kühnem Streben

stets hoch und höher durch die Wetternacht.

Die Donner mögen grollen,

Jahrhunderte entrollen.

Lässt auch die Zeit kein Erdenwerk besteh’n,

was Maurer bau’n, es kann nicht untergeh’n.

Tief baut der Maurer in dem eignen Herzen;

und wird’s gleich schwer, des Herzens eitler Lust

so kalt entsagen unter heißen Schmerzen,

hat, wie du siegst, doch Frieden auch die Brust.

Das Herz mag feindlich ringen;

der Wille kann’s bezwingen.

Ob er gefangen auch in Ketten liegt,

ist frei nur der, der erst sich selbst besiegt.

Weit baut der Maurer, bis noch Herzen schlagen.

Wo Wahn und Sünde nachtet, wo noch Qual,

soll’s rosenrot in aller Seelen tragen,

die Nacht entfliehen vor dem ew’gen Strahl.

Die Menschheit zu erheben,

ist unser Ziel und Streben.

Das Finst’re kann nicht neben uns besteh’n,

vor’m Licht der Wahrheit muss es schnell vergeh’n

Hoch baut der Maurer, baut für ew’ges Leben,

drum trotzt sein Bau dem Sturme wie der Zeit;

sollt’s wo ein Lob, sollt’s eine Tugend geben,

ihm ist des Bundes volle Kraft geweiht.

Nach Tand und nicht’gen Dingen

siehst du die Toren ringen.

Auf’s Ew’ge hin die freien Maurer schau’n,

der Menschheit Tempel sie auf Erden baun.

So lasst uns stets die Bruderkette schlingen,

die Hände wohl, nicht Herzen trennt der Tod.

Was wir gewollt, das soll uns schon gelingen,

wir rufen kühn und tagt‘ es blutig rot:

Ob Sturm und Wogen schlagen,

wird’s mich zum Ziele tragen.

Durch will ich, durch und wär’s durch Schlachtenrot,

für Männerwillen gibt es keinen Tod.“